# 威廉·賽夫頓·費夫
威廉·賽夫頓·費夫（1927年6月4日—2013年11月11日）是一位新西兰地质学家，西安大略大学荣誉退休教授，2000年获沃拉斯顿奖章。